# Pandantiv

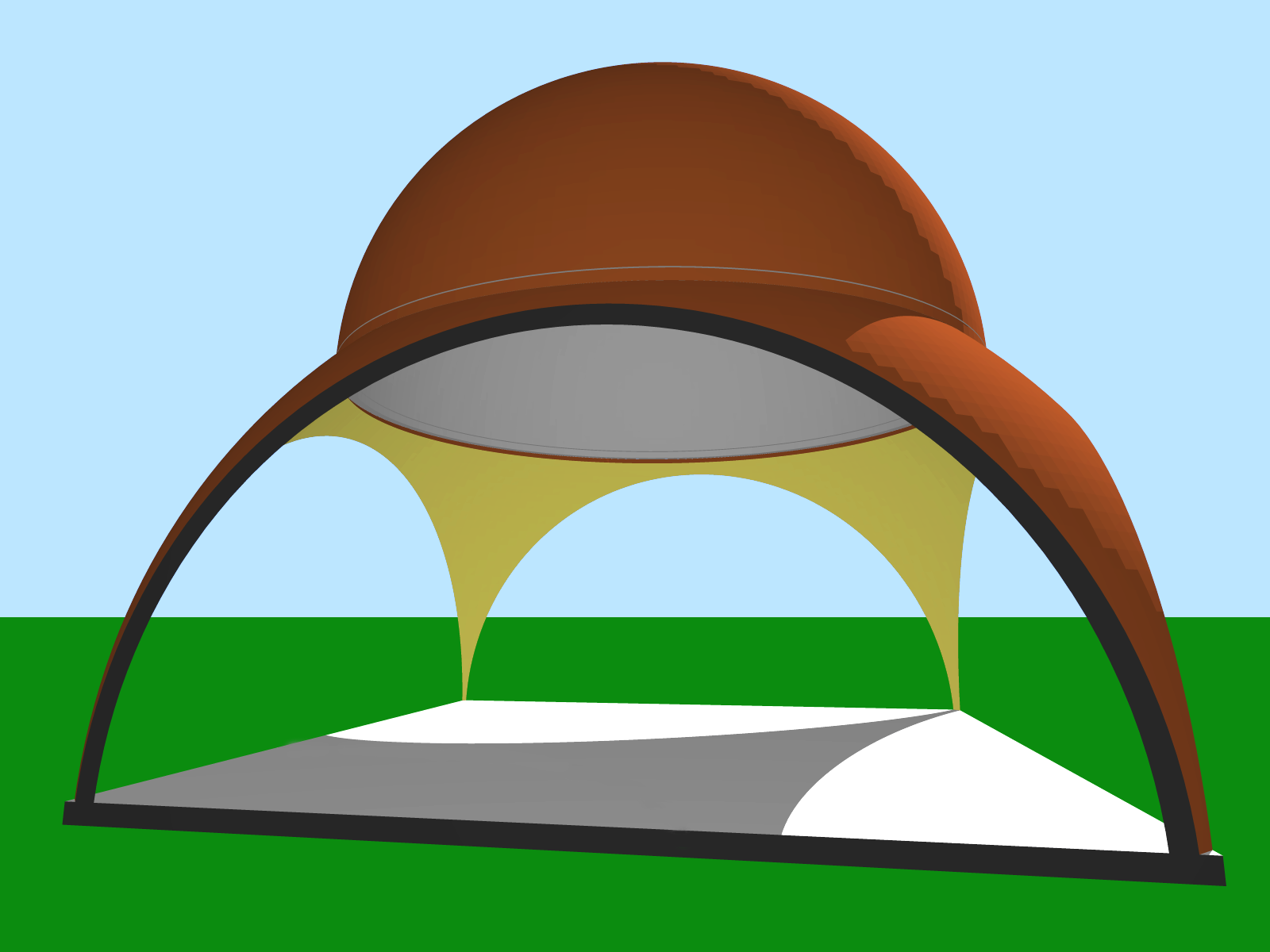
Schéma kupole s pandantivy

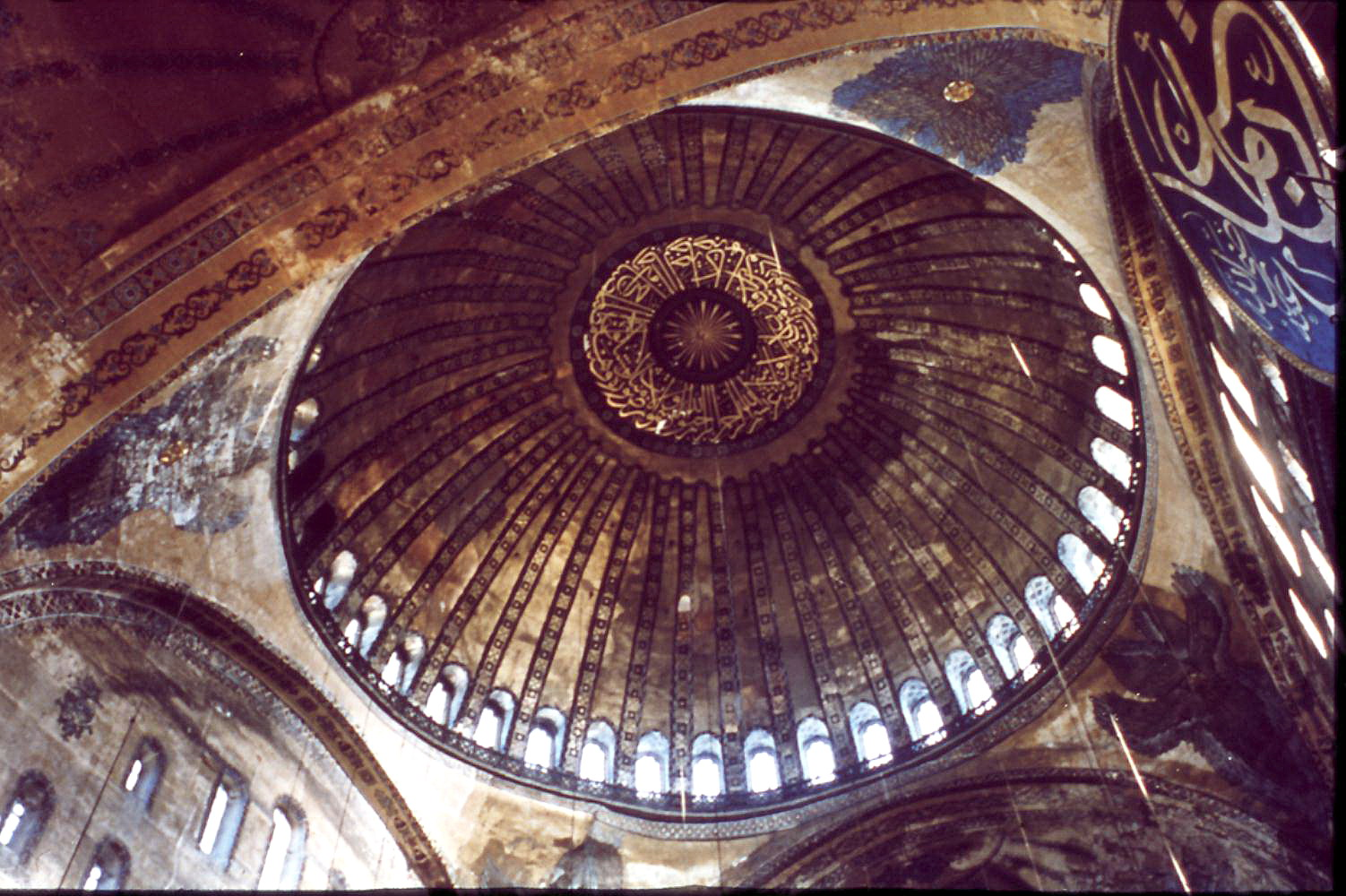
Kupole s pandantivy, Hagia Sofia, Konstantinopol

Pandantiv (také pandántiv, pandativ, pendentiv, pendantiv či pendativ, francouzsky pendentif [pãdãtif] – přívěsek) je v architektuře sférická trojúhelníkovitá výplň cípů čtvercového nebo obdélného prostoru, který má být zakryt kruhovou nebo oválnou kupolí. Slouží k převodu pravoúhlého (či polygonálního) půdorysu na půdorys okrouhlý.

## Popis
Užitkové i sakrální stavby a prostory mívají nejčastěji pravoúhlý půdorys. Pokud se nad ním má vytvořit kupolovitá klenba, musí buď v rozích sbíhat dolů, anebo se do rohů prostoru vloží vyduté pandantivy, na něž pak lze nasadit kupoli, případně válcový buben (tambur). Výhoda spočívá v lepším přenášení sil z kupole na nosné stěny, případně pilíře stavby.

## Historie
Pandantiv patrně vynalezli byzantští architekti a jedno z prvních známých použití jsou veliké pandantivy v centrálním prostoru chrámu Hagia Sofia v Konstantinopoli z let 532–537. Jsou téměř 20 m vysoké a poskytují dekorativně velmi účinnou plochu pro malby nebo mozaiky.